# TYGAPAW
TYGAPAW (bürgerlich Dion McKenzie, geboren in Mandeville) ist eine jamaikanische multidisziplinärer Künstlerin, Techno-Produzentin und DJ.

## Leben und Wirken
TYGAPAW ist der Künstlername der in Jamaika geborenen Künstlerin, die in Brooklyn, New York, lebt. Nach überstandener Kindheit die von einer konservativer Erziehung als Schwarzes Mädchen in einem patriarchal geprägten Land geprägt war, kam sie 2002 nach New York, um an der Parsons School of Design Kommunikationsdesign zu studieren. McKenzie ist im Bereich der bildenden Kunst aktiv. Sie veröffentlichte 2023 ihr zweites Album Love Has Never Been a Popular Movement bei fabric Records, das atmosphärischen Techno und East Coast Club-Sounds enthält. In einem Interview mit dem i-D Magazine erzählte TYGAPAW zur Namensgebung: „Es ist ein Zitat aus einem Film über James Baldwin und seine Zeit als Schriftsteller in Paris.“ TYGAPAW hat ihr eigenes Label namens Fake Accent gegründet, um Schwarze elektronische Musikkünstler zu fördern. Fake Accent ist ebenso ein Kollektiv queerer visueller Künstler, DJs und Musikproduzenten. Die Single Diffusus, veröffentlicht unter dem Label Tresor, war Teil der Tresor-Compilation zum 30-jährigen Jubiläum im Jahr 2021. Ihr Debütalbum Get Free erschien 2020 über das Label N.A.A.F.I. In der 2020 erschienenen Dokumentation Underplayed, die sich auf Fragen der Geschlechter-, ethnischen und sexuellen Gleichstellung in der elektronischen Musikwelt konzentrierte, war Dion McKenzie eine der Protagonistinnen. In ihrer EP Handle With Care verarbeitete sie eigene Lebenserfahrungen als queere Schwarze Frau, um Emotionen, Erfahrungen und Diskriminierung, sowie politische Zusammenhänge zum Ausdruck zu bringen.
TYGAPAW musikalischer Stil wird von einer Vielzahl von Genres beeinflusst, angelehnt an ihre jamaikanische Kultur: Dancehall, Reggae und futuristischer Techno. In New York wurde sie von der Ballroom-Kultur geprägt und integriert laut eigenen Angaben queeren Lebensstil in ihre künstlerische Ausdrucksweise.
TYGAPAW hatte und hat Buchungen für zahlreiche Festivals, u. a. Melt Festival und ist international auf Touren anzutreffen.

## Diskografie (Auswahl)
EPs
- 2020: Ode To Black Trans Lives
- 2019: Handle With Care
- 2017: Love Thyself

Alben
- 2023: Love Has Never Been a Popular Movement
- 2020: Get Free